# Anatomia (film)
Anatomia (niem. Anatomie) – niemiecki horror z 2000 roku w reżyserii i według scenariusza Stefana Ruzowitzky’ego. W roli głównej wystąpiła Franka Potente. Zdjęcia kręcono w Heidelbergu i Monachium.
Film osiągnął wielki sukces kasowy w rodzimych Niemczech, w związku z czym powstał jego sequel Anatomia 2 (2003).

## Fabuła
Paula Henning, ambitna studentka medycyny, odkrywa, że na terenie jej uczelni dochodzi do aktów nieetycznych eksperymentów na innych uczniach. Za sprawą stoją założyciele „anty-hipokratesowego” stowarzyszenia, którego jednym z członków jest profesor Pauli. Studenci znikają w tajemniczych okolicznościach.

## Obsada
- Franka Potente - Paula Henning
- Benno Fürmann - Hein
- Anna Loos - Gretchen
- Sebastian Blomberg - Caspar
- Holger Speckhahn - Phil
- Traugott Buhre - prof. Grombek
- Arndt Schwering-Sohnrey - David
- Antonia Cäcilia Holfelder - Gabi
- Thomas Meinhardt - profesor w Monachium
- Oliver Wnuk - Ludwig

i inni.